# 에드워드 파이겐바움

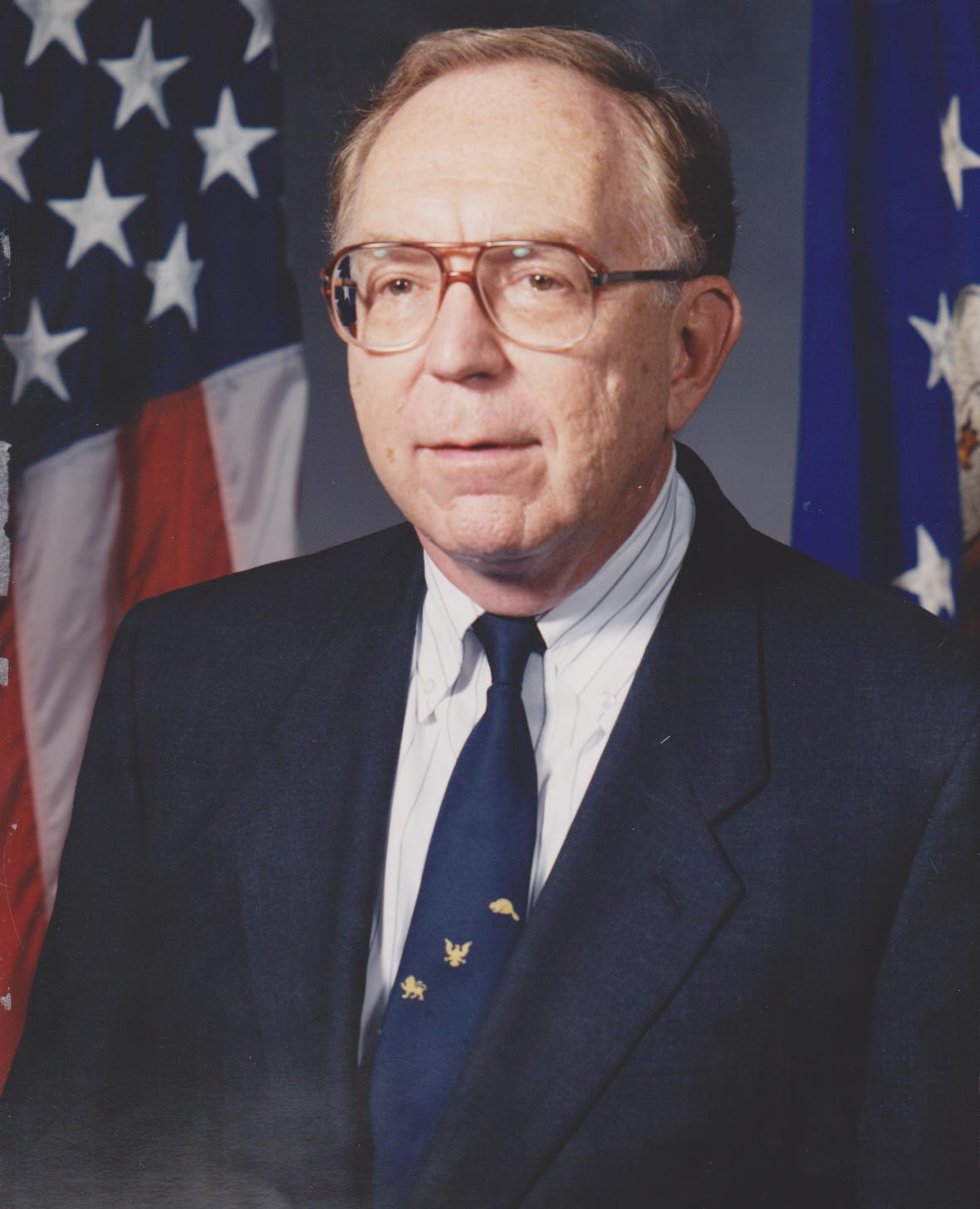

에드워드 파이겐바움(Edward Feigenbaum, 본명: 에드워드 앨버트 파이겐바움, Edward Albert Feigenbaum, 1936년 1월 20일 ~)은 인공지능 분야에서 활동하는 컴퓨터 과학자로, 1994년 ACM 튜링상을 공동 수상했다. "전문가 시스템의 아버지"로 불린다.

## 경력 및 연구
파이겐바움은 영국 국립물리연구소(National Physical Laboratory)에서 풀브라이트 장학 프로그램을 수료했고, 1960년 캘리포니아 대학교 버클리 경영대학원에서 강의를 시작했다. 1965년 스탠퍼드 대학교 컴퓨터공학과 설립자 중 한 명으로 교수진에 합류했다. 1965년부터 1968년까지 스탠퍼드 계산 센터(Stanford Computation Center) 소장을 역임했다. 스탠퍼드 대학교에 지식 시스템 연구소(Knowledge Systems Laboratory)를 설립했다. 파이겐바움이 참여한 주요 프로젝트로는 ACME, MYCIN, SUMEX, DENDRAL과 같은 의학 시스템 연구 프로젝트가 있다. 또한 인텔리코프(IntelliCorp)와 테크놀리지(Teknowledge)라는 회사를 공동 설립했다.
테크놀리지(Teknowledge)는 1981년 7월 스탠퍼드 대학교, MIT, 그리고 랜드 연구소 출신의 컴퓨터 과학자 20명에 의해 설립되었다. 이 회사의 직원들은 "지식 시스템 설계 및 개발 분야에서 전 세계 최고 수준의 전문성의 약 3분의 1을 대표한다." 테크놀리지의 목표는 지식 공학 기술 교육을 받지 않은 사람들도 이를 상업 및 산업 분야에 활용할 수 있도록 하는 것이었다.
2000년, 파이겐바움은 스탠퍼드 대학교 컴퓨터 과학 명예교수가 되었다. 그의 박사 과정 학생으로는 피터 카프, 니클라우스 비르트, 알론 할레비가 있다.